# Василь Стус (монета)
«Васи́ль Стус» — ювілейна монета номіналом 2 гривні, випущена Національним банком України. Присвячена громадському діячеві, перекладачу, літературознавцю поету трагічної долі, твори якого перекладено багатьма мовами світу — Василю Семеновичу Стусу (1938—1985). Невтомний борець за права людини Василь Стус — член (у 1979—1980 роках — голова) Української гельсінської групи захисту прав людини.
Монету введено в обіг 8 січня 2008 року. Вона належить до серії «Видатні особистості України».

## Опис та характеристики монети
| Номінал грн. | Метал      | Маса, грам | Діаметр, мм. | Якість виготовлення       | Гурт     | Тираж, штук |
| ------------ | ---------- | ---------- | ------------ | ------------------------- | -------- | ----------- |
| 2            | нейзильбер | 12,8       | 31           | спеціальний анциркулейтед | рифлений | 35 000      |

### Аверс
На аверсі монети на дзеркальному тлі угорі півколом розміщено напис «НАЦІОНАЛЬНИЙ БАНК УКРАЇНИ», під яким — малий Державний Герб України, зображено стилізовану композицію, що символізує шлях до незалежності, унизу написи: «2008/ 2 ГРИВНІ» та логотип Монетного двору Національного банку України.

### Реверс
На реверсі монети зображено портрет Василя Стуса на тлі стилізованої мозаїки Алли Горської «Жінка-птах», праворуч від якого півколом розміщено напис «ВАСИЛЬ СТУС».

## Автори

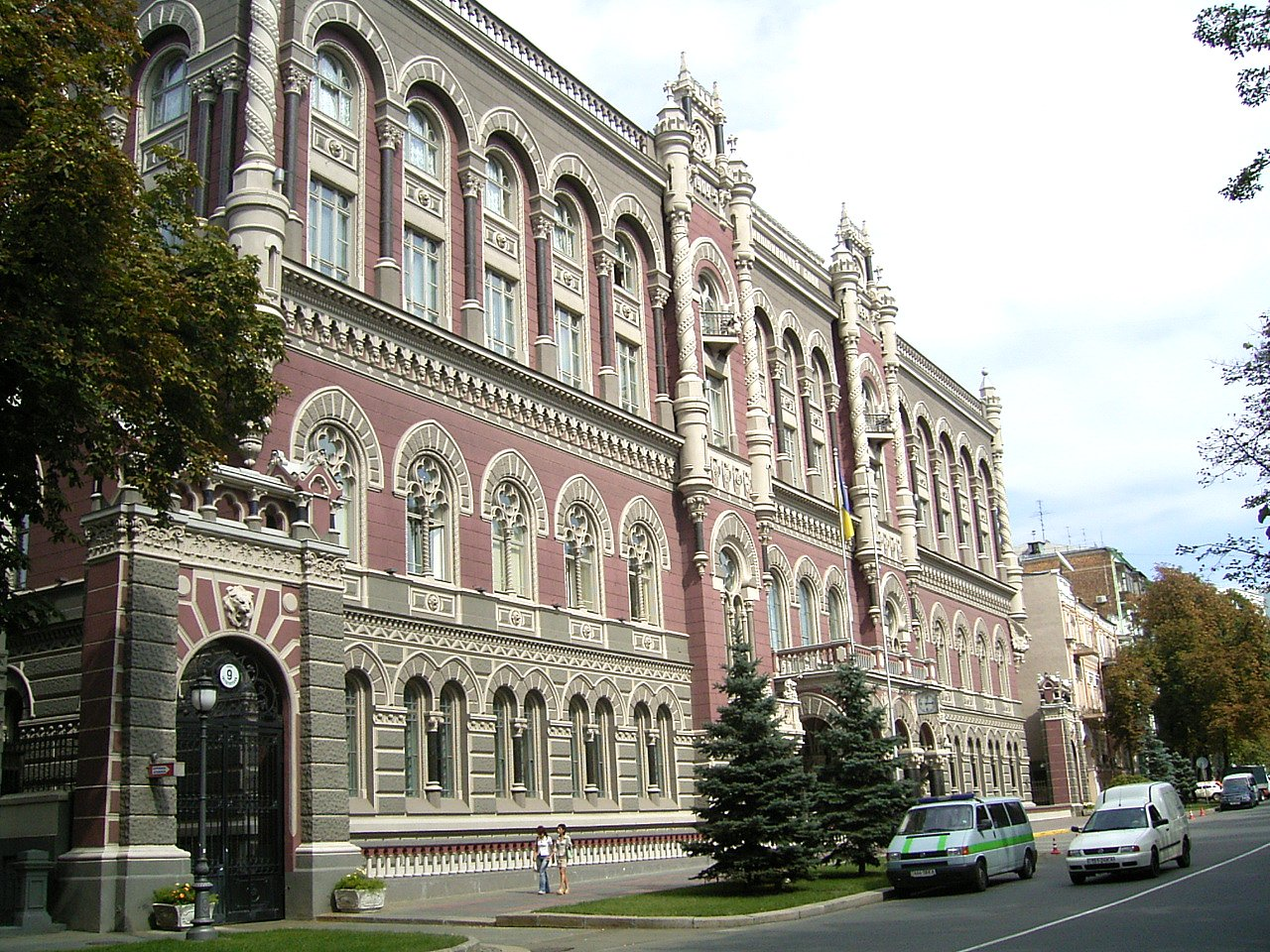
Будівля Національного банку України

Художник та скульптор — Атаманчук Володимир.

## Вартість монети
Ціна монети — 15 гривень, була зазначена на сайті Національного банку України 2011 року.
Фактична приблизна вартість монети з роками змінювалася так:
| Рік        | 2010 | 2011 | 2012 | 2013 | 2014 | 2015 | 2016 | 2017 | 2018 | 2019 | 2020 | 2021 | 2022 | 2023 | 2024 | 2025 |
| ---------- | ---- | ---- | ---- | ---- | ---- | ---- | ---- | ---- | ---- | ---- | ---- | ---- | ---- | ---- | ---- | ---- |
| Ціна, грн. | 17   | 20   | 20   | 20   | 25   | 30   | 40   | 45   | 55   | 60   | 60   | 60   | 65   | 125  | 155  | 175  |